# Torbjørn Falkanger
Torbjørn Getz Falkanger (* 8. Oktober 1927 in Trondheim; † 16. Juli 2013 ebenda) war ein norwegischer Skispringer.

## Werdegang
Seinen ersten Erfolg feierte Falkanger bei den Norwegischen Meisterschaften 1948 in Strinda, bei denen er von der Normalschanze hinter Asbjørn Ruud die Silbermedaille gewann. 1949 gewann er erstmals das internationale Springen am Holmenkollen. Noch im gleichen Jahr gewann er bei den Norwegischen Meisterschaften 1949 in Steinkjer vor Sverre Kronvoll und Arnfinn Bergmann seinen ersten nationalen Titel.
1950 gewann er erneut am Holmenkollen sowie bei den nationalen Meisterschaften. Bei der Nordischen Skiweltmeisterschaft m gleichen Jahr in Lake Placid erreichte er Rang fünf.
Bei der Eröffnungsfeier der Olympischen Winterspiele 1952 in Oslo wurde Falkanger die Ehre zuteil, den olympischen Eid zu sprechen. Im olympischen Wettbewerb lag er nach dem ersten Durchgang auf dem Holmenkollbakken noch in Führung und gewann letztlich die Silbermedaille hinter seinem Landsmann Arnfinn Bergmann.
Nach den Olympischen Spielen erhielt er gemeinsam mit Stein Eriksen, Heikki Hasu und Nils Karlsson die Holmenkollen-Medaille verliehen, die höchste Auszeichnung im norwegischen Skisport. Nur wenige Wochen später bei den Norwegischen Meisterschaften 1952 in Porsgrunn gewann er noch einmal die Silbermedaille. 1953 gewann Falkanger die zweite Ausgabe der Schweizer Springertournee.
Bei der Nordischen Skiweltmeisterschaft 1954 in Falun belegte er nach einem durchwachsenen Wettbewerb den sechsten Rang. Kurz darauf gewann er noch einmal den Titel bei den Norwegischen Meisterschaften 1954 in Strinda.
Nach einem Sturz beim Springen am Holmenkollen konnte Falkanger 1956 verletzungsbedingt nicht an den Olympischen Winterspielen in Cortina d’Ampezzo teilnehmen und beendete darauf seine Karriere.

## Privates
Falkanger ist der Sohn des Disponenten Arne Falkanger (1895–1976) und Signe Getz (1896–1939). Am 28. April 1952 heiratete er Margrethe (Mosse) Pauline Grimstad (* 1929). Nach dem Ende seiner Laufbahn arbeitete Falkanger in der familieneigenen Schuhfabrik Falkanger Sko AS in Trondheim und übernahm dort in der Folge den Direktorenposten. Er starb im Alter von 86 Jahren am 16. Juli 2013 in Trondheim.